# Casa a la plaça de l'Empedrat, 4 (Valveralla)
La Casa a la plaça de l'Empedrat, 4 és un edifici de Vallvarella, al municipi de Ventalló (Alt Empordà) que forma part de l'Inventari del Patrimoni Arquitectònic de Catalunya.
L'edifici inventariat es troba darrere l'església de Sant Vicenç, formant cantonada entre la plaça de l'Empedrat i el carrer Torroella de Fluvià. És un edifici cantoner de planta més o menys rectangular, format per tres cossos adossats, amb un petit pati al costat de llevant. L'habitatge principal presenta la coberta de dues vessants de teula i està distribuït en planta baixa i pis. La façana principal, orientada a ponent, presenta un gran portal rectangular bastit amb carreus de pedra i la llinda plana gravada amb la inscripció "JAUME GENER ME FESIT/ 1794". Al pis hi ha una finestra rectangular, emmarcada amb carreus de pedra, amb l'ampit motllurat i la llinda gravada amb l'any 1740.
La façana de migdia també presenta les obertures rectangulars emmarcades amb carreus de pedra. El portal d'accés està situat a l'extrem de ponent de la façana i presenta la llinda plana gravada amb la inscripció "1733 ISIDRO IANE ME FECIT". Al seu costat, una petita finestra rectangular amb la llinda decorada amb una roseta central i sostinguda amb permòdols. Al pis, dues finestres rectangulars més, una d'elles amb la data 1740 a la llinda. La façana està rematada amb un triple ràfec de teula àrab i maó pla, decorat en blanc i vermell. La resta de cossos que conformen la construcció han estat reformats recentment. Destaca el portal d'accés posterior situat a la banda de llevant, donat que és de la mateixa tipologia que la resta d'obertures de l'edifici principal.
La construcció és bastida amb pedra i còdols, lligats amb abundant morter de calç. Els paraments conserven trams arrebossats.